# Harold Gallop
Harold Gallop, född 9 juni 1910, död 13 juli 2006, var en friidrottare från Kanada. Han deltog vid olympiska sommarspelen 1932.